# Kevin Shipp
Kevin Shipp, född 1956 i Laramie i Wyoming, är en pensionerad CIA-officer. 
Som CIA-officer tilldelades han flera medaljer. Efter karriären vid CIA har han kritiserat organisationen hårt som visselblåsare. Kritiken mot CIA och det som ibland kallas för "den djupa staten" (Deep state in the United States) har han beskrivit ingående i böckerna In From the Cold och From the Company of Shadows. I böckerna går han in på djupet kring CIA:s verksamhet.

## Uppväxt och studier
Shipp föddes i Laramie, Wyoming, men under uppväxten flyttade han och familjen till Falls Church, Virginia, där han tillbringat merparten av sitt liv sedan dess. Efter grundskolan studerade han först vid Virginia Tech i Blacksburg, Virginia, där han tog en fil.kand. i biologi. Senare fick han även ut en masterexamen i "forensic psycho physiology" vid "Department of Defense Academy for Credibility Assessment."

## Arbetet på CIA
Shipp arbetade på CIA med att förhöra personer. Han arbetade med lögndetektorer och kontraspionage samt som intern utredare. 

## Hälsoproblemen efter flytten till Camp Stanley
Efter att han börjat komma ut som visselblåsare för egen del fick han dock stora personliga problem. Detta beroende enligt Shipp på att CIA medvetet placerade honom i ett kontaminerat hus som gjorde att alla hans tillgångar måste förstöras. Till följd av detta stämde han CIA 2001.
Det hela började, enligt Shipp själv, strax efter att han 1999 förflyttats från CIA-"högkvarteret i Langley, Va., till Camp Stanley, strax norr om San Antonio. Hans dåvarande fru, Lorena Shipp, fick i samband med det närapå konstant migrän liksom även omfattande minnesstörning.

## Övergripande teori och kritik
Shipp pekar på en förmodad dold statsmakt i USA, en så kallad "deep state". En central del i detta är CIA, det vill säga underrättelsetjänsten, som han beskriver som mer kraftfull och med större makt än den officiella politiska federala makten. Shipp hävdar att det är underrättelsetjänsten (TIC) som besitter den verkliga makten. 
Denna djupa stat, inkluderande CIA, skall enligt Shipp verka med olagliga och icke-konstitutionella metoder för att skydda USA:s hemliga operationer med ett sekretessprogram som syftar till att förhindra insiders att bli visselblåsare. Alla amerikanska myndigheter har olika nivåer av sekretess och om hemligheter läcks ut finns protokoll för hur visslaren ska brytas ner mentalt, politiskt, ekonomiskt och socialt, menar Shipp.

## Utmärkelser
- Två "CIA Meritorious Unit Citations"[1]
- Tre "Exceptional Performance Awards" [1]
- En "Medallion for overseas covert operations."[1]